# Кальджин-Коль-Бас
Кальджин-Коль-Бас (устар. Кальджин-Куль-Бас) — одно из крупнейших озёр плоскогорья Укок, Кош-Агачский район, Республика Алтай, Россия. Расположено на западе плоскогорья. Высота уреза воды — 2405 м.
Площадь — 3,8 км². Площадь водосбора — 63,2 км².
С запада в озеро впадает небольшая река. Вытекает одна (на востоке): сток к озеру Кальджин-Коль. Далее из Кальджин-Коля вытекает река Кальджинкол, являющаяся левым притоком реки Акалаха.
У устья впадающей реки имеется небольшой остров.
С севера и юго-запада озеро подпирают горы высотой до 2722 м.
Код в Государственном водном реестре — 13010100311115100000281.